# Microstachys nummularifolia
Microstachys nummularifolia là một loài thực vật có hoa trong họ Đại kích. Loài này được (Cordeiro) Esser mô tả khoa học đầu tiên năm 1998 publ. 1999.